# The Lonesome Crowded West
The Lonesome Crowded West är det andra fullängdsalbumet av det amerikanska indierockbandet Modest Mouse.
Det släpptes genom Up Records på både CD och vinyl den 18 november 1997. Vinylutgåvan innehåller ett bonusspår; "Baby Blue Sedan".

## Låtlista
Alla låtar är skrivna och komponerade av Modest Mouse. 
| Nr  | Titel                                         | Längd |
| --- | --------------------------------------------- | ----- |
| 1.  | Teeth Like God's Shoeshine                    | 6:53  |
| 2.  | Heart Cooks Brain                             | 4:03  |
| 3.  | Convenient Parking                            | 4:08  |
| 4.  | Lounge (Closing Time)                         | 7:03  |
| 5.  | Jesus Christ Was an Only Child                | 2:36  |
| 6.  | Doin' the Cockroach                           | 4:18  |
| 7.  | Cowboy Dan                                    | 6:14  |
| 8.  | Trailer Trash                                 | 5:49  |
| 9.  | Out of Gas                                    | 2:31  |
| 10. | Long Distance Drunk                           | 3:42  |
| 11. | Shit Luck                                     | 2:22  |
| 12. | Truckers Atlas                                | 10:57 |
| 13. | Polar Opposites                               | 3:29  |
| 14. | Bankrupt on Selling                           | 2:53  |
| 15. | Styrofoam Boots/It's All Nice on Ice, Alright | 6:53  |